# Ligg Iasù
Iasù (più noto come Ligg Iasù o Ligg Jasù, e talvolta come Iasù V; Dessiè, 4 febbraio 1895 – 25 novembre 1935) fu reggente d'Etiopia dal 1913 al 1916 ma non fu mai incoronato.